# Bolia
Bolia, stiliseret BOLIA, er en dansk designvirksomhed, som fremstiller og forhandler møbler. Virksomheden blev etableret i 2000 i Aarhus, Danmark. Virksomheden startede som en webshop, men siden februar 2013 har Bolia.com åbnet 85 konceptbutikker i Danmark, Sverige, Norge, Tyskland, Holland, Belgien, Schweiz, Østrig Luxembourg og Frankrig. Derudover har Bolia.com webshops i mere end 30 lande, samt mere end 450 forhandlere i 51 lande over hele verden. 
Bolia blev i 2005 opkøbt af Lars Larsen Group,  der blandt andet også står bag JYSK, ILVA og SENG.. 
Bolia har fået international anerkendelse ved Global Retail Awards, Global E-commerce Awards, International EFFIE Awards og har derudover vundet andre danske retail- og e-commerce awards.
Efter at have markedsført sig som Bolia og Bolia.com fik virksomheden nyt logo i 2024.